# Gran Premio di Germania 1971
Il Gran Premio di Germania 1971, XXXIII Großer Preis von Deutschland, e settima gara del campionato di Formula 1 del 1971, si è svolto il 1º agosto sul circuito del Nürburgring ed è stato vinto da Jackie Stewart su Tyrrell-Ford Cosworth.

## Qualifiche

### Resoconto
Nella prima giornata di prove il più veloce fu Jackie Stewart che fermò i cronometri in 7'21"9, abbattendo di ben 24" il precedente record del tracciato, appartenente a Jacky Ickx.

### Risultati
| Pos | No | Pilota             | Costruttore      | Squadra                           | Tempo   | Gap    |
| --- | -- | ------------------ | ---------------- | --------------------------------- | ------- | ------ |
| 1   | 2  | Jackie Stewart     | Tyrrell-Ford     | Elf Team Tyrrell                  | 7:19.00 |        |
| 2   | 4  | Jacky Ickx         | Ferrari          | Scuderia Ferrari SpA SEFAC        | 7:19.20 | +0.20  |
| 3   | 21 | Jo Siffert         | BRM              | Yardley Team BRM                  | 7:22.40 | +3.40  |
| 4   | 6  | Clay Regazzoni     | Ferrari          | Scuderia Ferrari SpA SEFAC        | 7:22.70 | +3.70  |
| 5   | 3  | François Cevert    | Tyrrell-Ford     | Elf Team Tyrrell                  | 7:23.40 | +4.40  |
| 6   | 18 | Denny Hulme        | McLaren-Ford     | Bruce McLaren Motor Racing        | 7:26.00 | +7.00  |
| 7   | 15 | Ronnie Peterson    | March-Ford       | STP March Racing Team             | 7:26.50 | +7.50  |
| 8   | 8  | Emerson Fittipaldi | Lotus-Ford       | Gold Leaf Team Lotus              | 7:27.50 | +8.50  |
| 9   | 25 | Tim Schenken       | Brabham-Ford     | Motor Racing Developments Ltd     | 7:29.80 | +10.80 |
| 10  | 14 | Henri Pescarolo    | March-Ford       | Frank Williams Racing Cars        | 7:30.30 | +11.30 |
| 11  | 5  | Mario Andretti     | Ferrari          | Scuderia Ferrari SpA SEFAC        | 7:31.70 | +12.70 |
| 12  | 12 | Rolf Stommelen     | Surtees-Ford     | Auto Motor Und Sport Team Surtees | 7:34.70 | +15.70 |
| 13  | 24 | Graham Hill        | Brabham-Ford     | Motor Racing Developments Ltd     | 7:36.10 | +17.10 |
| 14  | 23 | Howden Ganley      | BRM              | Yardley Team BRM                  | 7:36.60 | +17.60 |
| 15  | 7  | John Surtees       | Surtees-Ford     | Brooke Bond Oxo Team Surtees      | 7:36.70 | +17.70 |
| 16  | 10 | Chris Amon         | Matra            | Equipe Matra Sports               | 7:37.30 | +18.30 |
| 17  | 9  | Reine Wisell       | Lotus-Ford       | Gold Leaf Team Lotus              | 7:39.96 | +20.96 |
| 18  | 22 | Vic Elford         | BRM              | Yardley Team BRM                  | 7:39.98 | +20.98 |
| 19  | 20 | Peter Gethin       | McLaren-Ford     | Bruce McLaren Motor Racing        | 7:41.40 | +22.40 |
| 20  | 16 | Andrea De Adamich  | March-Alfa Romeo | STP March Racing Team             | 7:41.70 | +22.70 |
| 21  | 17 | Nanni Galli        | March-Alfa Romeo | STP March Racing Team             | 7:47.80 | +28.80 |
| 22  | 28 | Mike Beuttler      | March-Ford       | Clarke-Mordaunt-Guthrie Racing    | 7:52.60 | +33.60 |
| DNQ | 27 | Jo Bonnier         | McLaren-Ford     | Ecurie Bonnier                    | 8:17.00 | +58.00 |
| DNQ | 27 | Helmut Marko       | McLaren-Ford     | Ecurie Bonnier                    | -       | -      |

## Gara

### Risultati
| Pos | No | Pilota             | Costruttore      | Giri | Tempo/Ritiro        | Pos. Griglia | Punti |
| --- | -- | ------------------ | ---------------- | ---- | ------------------- | ------------ | ----- |
| 1   | 2  | Jackie Stewart     | Tyrrell-Ford     | 12   | 1:29:16.3           | 1            | 9     |
| 2   | 3  | François Cevert    | Tyrrell-Ford     | 12   | + 30.1              | 5            | 6     |
| 3   | 6  | Clay Regazzoni     | Ferrari          | 12   | + 37.1              | 4            | 4     |
| 4   | 5  | Mario Andretti     | Ferrari          | 12   | + 2:05.0            | 11           | 3     |
| 5   | 15 | Ronnie Peterson    | March-Ford       | 12   | + 2:29.1            | 7            | 2     |
| 6   | 25 | Tim Schenken       | Brabham-Ford     | 12   | + 2:58.6            | 9            | 1     |
| 7   | 7  | John Surtees       | Surtees-Ford     | 12   | + 3:19.0            | 15           |       |
| 8   | 9  | Reine Wisell       | Lotus-Ford       | 12   | + 6:31.7            | 17           |       |
| 9   | 24 | Graham Hill        | Brabham-Ford     | 12   | + 6:37.0            | 13           |       |
| 10  | 12 | Rolf Stommelen     | Surtees-Ford     | 11   | + 1 Giro            | 12           |       |
| 11  | 22 | Vic Elford         | BRM              | 11   | + 1 Giro            | 18           |       |
| 12  | 17 | Nanni Galli        | March-Alfa Romeo | 10   | + 2 Giri            | 21           |       |
| Ret | 8  | Emerson Fittipaldi | Lotus-Ford       | 8    | Perdita d'olio      | 8            |       |
| Ret | 21 | Jo Siffert         | BRM              | 6    | Accensione          | 3            |       |
| Ret | 10 | Chris Amon         | Matra            | 6    | Incidente           | 16           |       |
| Ret | 14 | Henri Pescarolo    | March-Ford       | 5    | Sospensione         | 10           |       |
| Ret | 20 | Peter Gethin       | McLaren-Ford     | 5    | Incidente           | 19           |       |
| Ret | 18 | Denny Hulme        | McLaren-Ford     | 3    | Mancanza di benzina | 6            |       |
| DSQ | 28 | Mike Beuttler      | March-Ford       | 3    | Squalificato        | 22           |       |
| Ret | 23 | Howden Ganley      | BRM              | 2    | Motore              | 14           |       |
| Ret | 16 | Andrea De Adamich  | March-Alfa Romeo | 2    | Iniezione           | 20           |       |
| Ret | 4  | Jacky Ickx         | Ferrari          | 1    | Incidente           | 2            |       |

## Statistiche
Piloti
- 17ª vittoria per Jackie Stewart
- 10° pole position per Jackie Stewart
- 1º giro più veloce per François Cevert
- 1º Gran Premio per Helmut Marko
- Ultimo Gran Premio per Vic Elford

Costruttori
- 5° vittoria per la Tyrrell

Motori
- 39° vittoria per il motore Ford Cosworth

Giri al comando
- Jackie Stewart (1-12)

## Classifiche

### Piloti
| Pos. | Pilota               | Punti |
| ---- | -------------------- | ----- |
| 1    | Jackie Stewart       | 51    |
| 2    | Jacky Ickx           | 19    |
| 3    | Ronnie Peterson      | 17    |
| 4    | Mario Andretti       | 12    |
| 5    | François Cevert      | 12    |
| 6    | Clay Regazzoni       | 12    |
| 7    | Emerson Fittipaldi   | 10    |
| 8    | Pedro Rodríguez      | 9     |
| 9    | Chris Amon           | 8     |
| 10   | Denny Hulme          | 6     |
| 11   | Reine Wisell         | 4     |
| 12   | Jo Siffert           | 4     |
| 13   | Henri Pescarolo      | 3     |
| 14   | John Surtees         | 3     |
| 15   | Rolf Stommelen       | 3     |
| 16   | Jean-Pierre Beltoise | 1     |
| 17   | Tim Schenken         | 1     |

### Costruttori
| Pos. | Team         | Punti |
| ---- | ------------ | ----- |
| 1    | Tyrrell-Ford | 51    |
| 2    | Ferrari      | 32    |
| 3    | March-Ford   | 17    |
| 4    | Lotus-Ford   | 13    |
| 5    | BRM          | 12    |
| 6    | Matra        | 8     |
| 7    | McLaren-Ford | 6     |
| 8    | Surtees-Ford | 5     |
| 9    | Brabham-Ford | 1     |